# Walmer Estate
Walmer Estate  est une banlieue résidentielle du City Bowl, le quartier central de la ville du Cap en Afrique du Sud. Banlieue résidentielle de Woodstock fondée à partir d'une portion de l'ancien District Six, Walmer Estate est situé à l'est de la ville au pied de Devil's Peak. Délimité par De Waal Drive au sud, l'Eastern Boulevard au nord, Mountain Road à l'est et Cambridge, Hill et Searle Straat à l'ouest, Walmer Estate est entouré des quartiers limitrophes de Woodstock (au nord), University Estate à l'est et Zonnebloem (ancien District Six) à l'ouest. Ses voies principales sont Coronation road, Chester road, Eden road, Park road, upper Queens road et upper Melbourne road.
Walmer Estate est un quartier résidentiel habité par des populations coloureds des classes moyennes et aisées.

## Démographie
En 1975, en vertu du Group Areas Act, le quartier de Walmer Estate est classé en zone coloured. Depuis la fin de l'apartheid, il est resté un quartier à population très majoritairement coloured. Selon le recensement de 2011, le quartier compte 2 325 résidents, principalement issu de la communauté coloured (55,53%). Les noirs, majoritaires dans le pays, représentent 17,94 % des habitants tandis que les indo-asiatiques représentent 10,11 % des habitants, devant les blancs(8,82 % de la population du quartier).
Les habitants sont à 87,05 % de langue maternelle anglaise et à 8,86 % de langue maternelle afrikaans.

## Politique
Le quartier est situé dans la circonscription municipale 57 (Gardens - Mowbray - Observatory - Salt River - Table Mountain - University Estate - Vredehoek - Woodstock - Zonnebloem) dont le conseiller municipal est Brett Herron (Alliance démocratique).